# The Psychology of Hashish
The Psychology of Hashish, scritto da Aleister Crowley nel 1908 e pubblicato originariamente da The Equinox, Volume I, N° 2, nel settembre del 1909, è un saggio sulla Cannabis, i suoi effetti sulla psicologia e la coscienza, e le sue connessioni con il misticismo, la religione, la spiritualità e l'alchimia.
Crowley si convinse che l'hashish fosse la strada maestra in grado di condurre a quegli stati di coscienza espansa ricercati da tutti i mistici (e trovò che fosse particolarmente utile nello Yoga sessuale).
L'opera consiste di venti capitoli.